# Bultzada Txuriurdina
Bultzada Txuriurdina és un grup d'aficionats esportius radicals de la Reial Societat de Futbol d'ideologia abertzale. Es situa al gol sud de l'Estadi d'Anoeta, a la grada Aitor Zabaleta.
El 2019 el grup Brigade Loco va publicar el senzill «Bultzada» dedicat a Bultzada Txuriurdina, del qual formen part alguns dels membres del grup. Des de llavors la cançó sona abans dels partits i a la mitja part a l'Estadi d'Anoeta.